# Lago Allen
Lago Allen o Lough Allen (gaélico, Loch Aillionn) es un lago situado en el río Shannon, en el centro de la parte septentrional de la República de Irlanda, cerca de la región fronteriza de Irlanda. La mayor parte del lago se encuentra en el condado de Leitrim, con una porción menor en el condado de Roscommon. El lago queda al sur de la fuente del río, cerca de las Iron Mountains y es el más elevado de los tres principales lagos del río. Los otros dos, lago Ree y lago Derg quedan los dos mucho más al sur.
El lago se sitúa principalmente sobre un eje norte-sur, con la cabeza del lago en el norte, y el extremo del lago en el sur. La carretera regional R280 bordea la orilla occidental del lago, mientras que la R207 sigue la oriental, desde Ballinagleragh hasta Drumshanbo. La carretera R200 está en la parte septentrional del lago, viajando al oeste desde Dowra hasta Drumkeeran. 